# Association des professeurs d’histoire et de géographie de l’enseignement public (APHG)
Die Association des professeurs d’histoire et de géographie de l’enseignement public (APHG) (frz.: Verband der Geschichts- und Geografielehrer im öffentlichen Erziehungswesen) ist ein französischer Lehrerverband, der die Interessen der Lehrkräfte in den Fächern Geschichte und Geografie vertritt. Die beiden Fächer werden in Frankreich in der Regel zusammen studiert und als Einheit gesehen, die für eine historisch-politische Bildung zuständig ist.
Der Verband wurde 1910 im Pariser Lycée Louis-le-Grand gegründet und ist vom Ministère de l’Education nationale als gemeinnützig und im Schulwesen Frankreichs wichtig anerkannt. Er umfasst Lehrer von der Primarstufe bis zur Universität. Seit der Gründung unterstützt er die fachlichen Anliegen beider Fächer mit dem Ziel, die Interessen der Lehrenden und Lernenden unter dem Blickwinkel der republikanischen Erziehung zu vereinen. Zusammen mit dem deutschen VGD hat er sich vor allem in den 1950er und 1960er Jahren um die deutsch-französische Verständigung verdient gemacht. Es gibt seit 1965 eine renommierte fachwissenschaftliche und didaktische Quartalszeitschrift (revue), Historiens & Géographes. Der Verband ist Mitglied von Euroclio.
Der Verbandssitz mit einem kleinen Büro ist in Paris. Im Jahr 2022 gab es etwa 9000 Mitglieder.

## Einzelbelege
1. ↑  French History and Geography Teachers’ Association. In: EuroClio - Inspiring History and Citizenship Educators. Abgerufen am 8. August 2022 (amerikanisches Englisch).